# Richard Ulfvengren
Richard Ulfvengren, född 7 november 1965 i Danderyd, är en svensk före detta politiker (nydemokrat) och riksdagsledamot under mandatperioden 1991–1994 för Jönköpings läns valkrets.
Ulfvengren var bland annat ledamot i lagutskottet, kulturutskottet och Nordiska rådet samt suppleant i arbetsmarknadsutskottet och utrikesutskottet.
Tidigare har Ulfvengren arbetat bland annat på Skanska, med biståndsprojekt i Asien och Afrika.
Richard Ulfvengren arbetar som producent på Traktor in Los Angeles sedan 1998.